# Abisso Gotland
L'abisso Gotland è un abisso marino situato nel Mar Baltico. Con i suoi 248 m di profondità è il terzo punto più profondo del Baltico.

## Localizzazione geografica
L'abisso Gotland è situato tra l'isola svedese di Gotland e la costa occidentale della Lettonia.
L'abisso è posizionato alle coordinate 57,32°N e 20,05°W.